# غلانة (مقاطعة ديواندرة)
غلانة (بالفارسية: گلانه) هي قرية تقع في قسم كولة الريفي (مقاطعة ديواندرة) في إيران. يقدر عدد سكانها بـ 921 نسمة .